# Аппоньи, Геральдине
Геральдине Аппоньи де Надь-Аппоньи (венг. Géraldine Apponyi de Nagy-Apponyi; 6 августа 1915, Будапешт, Австро-Венгрия — 22 октября 2002, Тирана, Албания) — венгерская графиня из рода Аппоньи, жена самопровозглашённого албанского короля Зогу I.

## Биография
Геральдине родилась в 1915 году в Будапеште (Австро-Венгрия). Её отцом был граф Дьюла Аппоньи де Надь-Аппоньи, матерью — Глэдис Вирджиния Стюарт, дочь американского миллионера Джона Генри Стюарта, консула в Антверпене (Бельгия). По линии матери Геральдине была дальней родственницей президента Ричарда Никсона и поэта Роберта Фроста.
После распада Австро-Венгрии семья Аппоньи переехала на жительство в Швейцарию. В 1921 году они вернулись в Венгерское королевство, однако после смерти отца в 1924 году мать Геральдине вместе с тремя детьми (Геральдине, Виргинией и Дьюлой) перебралась в курортную Ментону в южной Франции. После того, как графиня вышла замуж за французского офицера, венгерские родственники настояли, чтобы дети вернулись для обучения в Венгрию. Девочки были отправлены в школу в Пресбауме (в Австрии).
Геральдине работала машинисткой, торговала в сувенирном магазине Будапештского национального музея, директором которого был её дядя, пока её судьба не изменилась из-за того, что фотография молодой венгерки попалась на глаза албанскому королю Зогу I. В декабре 1937 года она была представлена королю, и вскоре они решили пожениться. Перед свадьбой Геральдине получила титул «принцесса Албании».
27 апреля 1938 года Зогу I и Геральдине сыграли свадьбу в Тиране. Так как Геральдине была католичкой (её капелланом являлся Штьефен Курти, будущий мученик католической церкви), а Зогу — мусульманином-суннитом, католическая церковь не дала согласия на эту свадьбу, и брак был гражданским. Одним из гостей на свадьбе был Галеаццо Чиано, зять Бенито Муссолини и министр иностранных дел Италии. На медовый месяц молодожёны отправились на автомобиле «Мерседес-Бенц», который подарил Адольф Гитлер.
На рассвете 5 апреля 1939 года у албанской королевской четы появился на свет наследник, получивший имя Лека I. В этот же день был получен итальянский ультиматум, и королевской чете пришлось бежать из страны. Через Грецию и Турцию они добрались до Франции, а затем поселились в Великобритании. В 1946 году они переехали в Египет, а в 1952 — во Францию. В 1961 году скончался Ахмет Зогу, и семья переехала в Испанию, потом (после того, как Лека был обвинён в незаконном хранении оружия) в Родезию, и, наконец, в ЮАР.
В 2002 году Албания разрешила королеве-матери вернуться в страну, и Геральдине переехала в Тирану, где в том же году скончалась в военном госпитале.

## Документальные фильмы
- 2016 - Тиранская роза / La rose de Tirana (реж. Фредерик Миттеран / Frédéric Mitterrand)